# 纽伯里波特
紐伯里波特（英語：Newburyport），或称紐波利波特，是美國麻薩諸塞州艾塞克斯縣的一個城市，東臨大西洋。面積27.4平方公里。根據美國2000年人口普查，人口17,189人。
1635年建立，1764年建鎮，1851年設市。

## 姐妹城市
- 布拉
- 俄羅斯澤列諾戈爾斯克